# Westfield Garden State Plaza
Westfield Garden State Plaza es un lujoso centro comercial localizado en Paramus, Nueva Jersey, Estados Unidos, propiedad y operado por el Grupo Westfield.  El centro comercial está localizado en la intersección de la Ruta 4 y la Ruta 17 cerca de Garden State Parkway en el condado de Bergen, Nueva Jersey. Con 2,132,112 pie² (198,073m²) de espacio comercial, es el 2.º centro comercial más grande de Nueva Jersey detrás del centro comercial Roosevelt Field Mall de 2,189,941 pie cuadrado (203,000 m²) de espacio. El segundo centro comercial más grande del área metropolitana de la Ciudad de Nueva York. Sus tiendas departamentales son J.C. Penney, Lord & Taylor, Macy's, Neiman Marcus y Nordstrom, y a través de la Ruta 4 se encuentran las tiendas IKEA, Sports Authority, Bed, Bath and Beyond y Christmas Tree Shops.
Westfield Garden State Plaza está dentro de los centros comerciales más grandes de los Estados Unidos, al estar en el puesto 18° según el departamento de Estudios Estadounidenses en Eastern Connecticut State University Shopping Mall Studies. El Westfield Garden State Plaza es el centro comercial más grande del Grupo Westfield en el ámbito de área comercial. Esto es algo significante para Westfield dado que es el grupo minorista más grande del mundo.
El centro comercial tuvo ventas de $578 por pie cuadrado en 2005, alrededor del 50% por encima del promedio nacional, según el "Directory of Major Malls". El Westfield Garden State Plaza es uno de los centro comerciales más redituables de los Estados Unidos.

## Tiendas de reciente apertura
- American Apparel
- Juicy Couture
- Kate Spade
- Kira Plastinina
- M Missoni
- Metropark
- Michael Kors
- Urban Outfitters
- Who.A.U

## Próximamente
- lululemon athletica
- True Religion
- Tanishq
- Kiehl's
- Garage

## Transporte público
Garden State Plaza es también un punto principal para las transferencias de autobuses del Tránsito de Nueva Jersey, como las rutas 162'162 y 163 a la Terminal de la Autoridad Portuaria de Autobuses, la ruta 171 y 175 a la Estación de Autobuses George Washington Bridge, la ruta 770 a Paterson y Hackensack, la ruta 709 hacia Bloomfield, la ruta 758 hacia Passaic y Paramus Park Mall, y en el condado de Bergen, las rutas locales de Academy Express- 751, 753, 755 y 756.
Las rutas 751 y 755 no se detienen directamente en Garden State Plaza sino que tienen una parada en IKEA; ya que la ruta 753 no viaja a Garden State Plaza sino que pasa por el Bergen Mall (conocido como Bergen Town Center) con conexiones de autobuses de las rutas 751, 755 (hacia IKEA) y 171 y 756 hacia Garden State Plaza.

## Anclas
Las tiendas anclas del centro comercial en orden desdenciente por tamaño en pie cuadrado:
- Macy's (abrió en 1957 como Bamberger's; convertida en 1986 en Macy's; una de las tiendas más grandes de la cadena de Macy's) (435 000 pie². en 3 niveles)
- Nordstrom (abrió en 1960 como Gimbels; convertida en Hahne's 1987, clausurada & demolida en 1988, reabierta como Nordstrom 5/1990) (246 000 pie² en 3 niveles)
- JCPenney (abrió en 1958; expandida en 1996) (176,700 pie² en 3 niveles)
- Neiman Marcus (135 000 pie² en 3 niveles) - abrió en 1996
- Lord & Taylor (130 000 pie² en 3 niveles) - abrió en 1996
- Borders   (35 000 pie²) - abrió el 25 de mayo de 2007
- AMC Theatres   (150 000 pie²) - Opened 25 de mayo de 2007

## Antiguas anclas
- Borders (abrió en 1977, clausurada en 2007, reubicada en una nueva ala, en la cual abrió como una tienda XXI Forever en otoño 2008) (40 000sq  pie². en 2 niveles)
- Bamberger's (abrió en 1957, clausurada/convertida a una Macy's)
- Gimbel's (abrió en 1960, clausurada en 1986, convertida en 1987 por una Hahne's)
- Hahne's (abrió en 1987, clausurada y demolida en 1988, reconstruida/reabierta como Nordstrom 5/1990)